# Mammillaria uncinata
Mammillaria uncinata (biznaga ganchuda) es una especie endémica de biznaga perteneciente a la familia Cactaceae que se distribuye desde el norte hasta el sur de México. La palabra uncinata proviene del latín que significa «uncinado» o «ganchudo» en referencia a sus espinas centrales.

## Descripción
Tiene tallos simples, napiformes, con la parte aérea de 2.5 cm de alto y entre 5 y 9 cm de ancho, subglbosos y aplanados apicalmente, sus tubérculos de 1 cm de ancho de forma subpiramidal y color verde oscuro, las areolas de 1 mm de largo son circulares. Tiene cerca de 5 espinas radiales de aproximadamente 4 mm de largo, extendidas y de color blanco a pardo, regularmente tiene una espina central de 4 a 7 mm de largo de largo, acicular, uncinada, de color pardo-rosado con el ápice oscuro. La flor de aproximadamente 1.5 cm de largo es infundibuliforme de coloración verde con margen ciliado blanco o rosado. El fruto de 2 cm de largo y 0.5 cm de ancho es claviforme rojo. La semilla de 1 mm de largo tiene la testa parda clara. La floración ocurre entre los meses de febrero y abril.
Esta especie puede ser usada como alimento para ganado en temporada de sequía y en ocasiones se cultiva para su uso ornamental.

## Distribución
Endémica de los estados de Aguascalientes, Coahuila, Guanajuato, Hidalgo, Jalisco, Ciudad de México, México, Nuevo León, Oaxaca, Puebla, Querétaro, San Luis Potosí, Zacatecas en México.

## Hábitat
Habita bosques de encino (Quercus), matorrales xerófilos y pastizales. En elevaciones de 1500 a 2800 m s. n. m.

## Estado de conservación
Esta especie está ampliamente distribuida en el territorio mexicano y en hábitats con condiciones apropiadas llega a ser muy abundante. Los llanos que habita son atractivos para la producción agrícola y ganadera, actividades que representan la principal amenaza para la especie ya que reducen su área de distribución. Sin embargo, no se consideran ni conocen amenazas mayores que pongan en riesgo la conservación de la especie. Además, varias de sus poblaciones se encuentran dentro de áreas protegidas.